# Anadyr (rzeka)
Anadyr (ros. Анадырь) – rzeka w azjatyckiej części Rosji, w Czukockim Okręgu Autonomicznym; długość 1150 km; powierzchnia dorzecza 191 tys. km²; średni roczny przepływ przy ujściu 1400 m³/s.
Źródła na Płaskowyżu Anadyrskim; w górnym biegu ma charakter rzeki górskiej, płynie w wąskiej dolinie w kierunku południowym; w środkowym i dolnym biegu płynie szeroką doliną w kierunku wschodnim po Nizinie Anadyrskiej, bieg kręty, tworzy liczne odnogi (jedna z nich łączy się z Jeziorem Czerwonym). Uchodzi estuarium (Zatoka Onemen) poprzez Liman Anadyrski do Zatoki Anadyrskiej Morza Beringa; u ujścia leży miasto Anadyr. W dorzeczu występują złoża węgla kamiennego i złota; w pobliżu ujścia także węgla brunatnego.
Zasilanie śniegowo-deszczowe, zamarza od października do maja. Żeglowna na długości 570 km (od miejscowości Markowo).
Główne dopływy: Majn (prawy), Bieła, Tanjurer (lewe).
Ujście rzeki Anadyr odkrył w 1648 roku Siemion Dieżniew, w XVIII wieku rzekę opisał Dmitrij Łaptiew.